# اوله لن
اوله لن (اوکراینی: Олег Віталійович Лень؛ زادهٔ ۷ آوریل ۲۰۰۲) بازیکن فوتبال اهل اوکراین است.